# Hôtel Ricard de Brégançon
L'hôtel Ricard de Brégançon est un hôtel particulier situé à 17 rue Thiers à Aix-en-Provence. 

## Protection
L'hôtel particulier a été partiellement inscrit au titre des monuments historiques le 20 juillet 1972.